# 石信之
石信之（英語：Henry Shek，1946年6月3日—），香港指揮家、作曲家。現為職訓局交響樂團及合唱團藝術掌舵人，同時亦為樂團客席指揮。

## 背景
石信之出生於中國天津市，於香港成長，早年就讀香港培正小學（1958年小六，同屆同學尚有香港中文大學歷史系教授郭少棠）及香港培正中學（1964年中六）。石信之從香港培正中學畢業後到美國留學，1968年至1972年間於美國三藩市舊金山音樂學院（San Francisco Conservatory of Music）修讀文學士課程。其後於1975年獲得卡拉揚指揮大獎銅獎、意大利聖利摩歌劇大賽金獎章及銀指揮棒，1976年在法國費山桑指揮比賽中得到季軍。在音樂學院學習作曲和指揮藝術，畢業後到紐約音樂界工作，繼而於1982年至1983年在紐約石溪大學修讀碩士學位。
石信之是首位海外華人指揮家在國家開放前獲邀回中國，在北京協助中央愛樂樂團發展。1993年，他獲市政局委任為香港中樂團音樂總監，1997年卸任，轉任首席指揮，至1999年離任。當時，石信之深感交響樂缺乏廣泛的觀眾層面，因此他決定採取在那時屬於極盡創新的方法－－以百老匯的形式編排交響樂，結果演出座無虛席，大受好評。擔任指揮家多年，他曾灌錄許多中樂、西樂、中西樂合奏專輯。2006年起擔任VTC管弦樂團音樂總監兼指揮。
2010年11月17日，石信之獲芬蘭航空公司委任為在香港區的最新代言人，以誌他「突破性」和「全球化」的個人生活和職業生涯，代表芬蘭航空的最新品牌形象。